# Druja (přítok Virvytė)
Druja neboli Aušra, Gušra, Gūžra, je potok 2. řádu v Litvě, v Žemaitsku v okrese Telšiai, pravý přítok řeky Virvytė, do které se vlévá 0,5 km východně od vsi Daktariškė, 6,5 km na severoseverovýchod od města Varniai, 94,6 km od jejího ústí do Venty.
Vytéká z jezera Gūšra, 5 km východně od vsi Janapolė, 9,5 km na severovýchod od města Varniai. Její přítoky jsou delší a rozvětvenější, než sama Druja. Teče zpočátku směrem západním, od vsi Lingėnai se klikatě stáčí poněkud k jihu. Druja si proklestila cestu z dříve většího a mnohem hlubšího jezera ledovcového původu Gūšra, proto na horním toku protéká hlubokým údolím. Po jeho překonání dále teče rovinatou, bažinatou krajinou, dolní tok po bývalém dně dříve daleko většího jezera Biržulis; dnes se vlévá do Virvytė 3,5 km severozápadně od jeho nynějšího okraje. Celý tok spadá do regionálního parku Varnių regioninis parkas.

## Přítoky
- Levé:

| Hydrologické pořadí | Řeka  | Délka (km) | Povodí (km²) | Vzdálenost od ústí (km) | Ústí kde | Koordináty ústí                  |
| ------------------- | ----- | ---------- | ------------ | ----------------------- | -------- | -------------------------------- |
| 30010768            | D – 1 | 6,8        | 6,0          | 1,5                     | Janapolė | 55°48′28″ s. š., 22°24′48″ v. d. |

- Pravé:

| Hydrologické pořadí | Řeka  | Délka (km) | Povodí (km²) | Vzdálenost od ústí (km) | Ústí kde   | Koordináty ústí                  |
| ------------------- | ----- | ---------- | ------------ | ----------------------- | ---------- | -------------------------------- |
| 30010763            | Vėsa  | 5,3        | 34,8         | 5,3                     | Lingėnai   | 55°48′57″ s. š., 22°26′59″ v. d. |
| 30010769            | D – 2 | 3,8        | 2,8          | 0,03                    | Daktariškė | 55°47′56″ s. š., 22°23′45″ v. d. |

a mnoho bezejmenných levých i pravých přítoků

## Sídla při potoce
- Lenkaliai, Milvydiškiai, Lingėnai, Naujieji Kalniškiai, Daktariškė

## Vėsa
Vėsa je potok 3. řádu v okresech Kelmė a Telšiai, pravý přítok potoka Druja, do které se vlévá 1 km jihozápadně od vsi Lingėnai, 9,5 km na severoseverovýchod od města Varniai.